# Dowa (stad)
Dowa is een stad in Malawi en is de hoofdplaats van het gelijknamige district Dowa.
Dowa telt naar schatting 6000 inwoners.